# Stefano Lorenzini
Stefano Lorenzini (narozený 1652, Florencie, Itálie – ?) byl italský lékař a námořní badatel. Studoval medicínu v Pise a chirurgii v nemocnici Sv. Florence Maria Nuova, pod vedením Francesca Rediho, Nielse Stensena, Johna Fynche a dalších významných učenců. Později upadl do nemilosti vévody Cosima III de' Medici, který jej dal uvěznit společně s jeho bratrem Lorenzem Lorenzini, slavným matematikem.

## Žraloci
Jeho pozorování na žralocích Osservazioni intorno alle torpedini, zveřejněné ve Florencii v roce 1678, nabízí mimořádně rozsáhlou studii zvířecí anatomie a fyziologie, založené na nové mechanistické a korpuskulární perspektivě uplatňované při studiu živočichů. Jeho nejslavnější objevem jsou tzv. Lorenziniho ampule, speciální smyslové orgány u žraloků a rejnoků, které jsou umístěny v přední části hlavy a vytvářejí síť kanálků naplněných gelem.